# داکینفیلد هنری اسکات
داکینفیلد هنری اسکات (انگلیسی: Dukinfield Henry Scott؛ ۲۸ نوامبر ۱۸۵۴ – ۲۹ ژانویه ۱۹۳۴) گیاه‌شناس بریتانیایی بود.

## زندگی‌نامه
اسکات در ۲۸ نوامبر ۱۸۵۴ در لندن زاده شد. او پنجمین فرزند و جوانترین پسر معمار جورج گیلبرت اسکات و زنش کارولین اولدرید بود، در نتیجه او از نظر مالی مستقل بود و در زندگی‌اش به موسسات دانشگاهی وابستگی زیادی نداشت.
اسکات در دانشگاه آکسفورد در رشته علوم طبیعی تحصیل کرده و با درجه کارشناسی ارشد فارغ‌التحصیل شد، و سپس برای تحصیلات تکمیلی به دانشگاه وورتسبورگ در آلمان رفت. در آنجا تحت نظر گیاه‌شناس معروف جولیوس فن زاکس مطالعه کرده و دکترایش را گرفت.
از ۱۸۸۲ تا ۱۸۸۵ او در کالج دانشگاهی لندن استادیار گیاه‌شناسی بود. او از سال ۱۸۸۵ تا در ۱۸۹۲ در جنوب کنسینگتون در کالج سلطنتی علم استادیار زیست‌شناسی (گیاه‌شناسی) بود. در سال ۱۸۹۲ اسکات زمانی که به عنوان مسئول آزمایشگاه جودرل باغ گیاه‌شناسی سلطنتی، کیو منصوب شد کالج دانشگاهی لندن را ترک کرد. او ۱۴ سال این مسئولیت را برعهده داشت. او در نشریات علمی مقالات زیادی در مورد گیاه‌شناسی منتشر کرد. او در رشته دیرین‌گیاه‌شناسی به عنوان همکار جوان ویلیام کرافورد ویلیام‌سان یکی از بنیانگذاران دیرین‌گیاه‌شناسی کار مهمی انجام داد. او از همکاری زنش برای تصویرسازی و نوشتن فهرست برای آثارش، همین‌طور کاتالوگ برای مجموعه فسیل‌هایش استفاده کرد. او از تحصیل زنان حمایت کرد و نخستین استاد در رشته گیاه‌شناسی در کالج دانشگاه بود که اجازه داد زنان در کلاسهایش شرکت کنند.
آواز سال ۱۹۰۴ تا ۱۹۰۶ رئیس انجمن سلطنتی موجودات میکروسکوپی و از سال ۱۹۰۸ تا ۱۹۱۲ هم رئیس انجمن لینه بود. او در سال ۱۹۱۶
به عضویت فرهنگستان پادشاهی علوم سوئد و در ژوئن ۱۸۹۴ به همکار انجمن سلطنتی انتخاب شد.در سال ۱۹۳۰ به عضویت افتخاری انجمن سلطنتی ادینبرو انتخاب شد.
در سال ۱۹۰۶ برنده مدال پادشاهی انجمن سلطنتی، در سال ۱۹۲۱ برنده مدال لینه انجمن لینه، در سال ۱۹۲۶ برنده مدال داروین انجمن سلطنتی و در سال ۱۹۲۸ برنده مدال والستن انجمن جغرافیای لندن شد.
در سال ۱۹۰۶ او با خانواده‌اش به اوکلای هاست شرقی نزدیک بیزینگ‌استوک همپشر نقل مکان کرد. او تا زمان مرگش در آنجا به پژوهش و انتشار نتایج آنها ادامه داد.